# Davidova zvijezda
Davidova zvijezda (hebr. מָגֵן דָּוִד, magen David, 'Davidov štit') simbol je kojeg čine dva trokuta spojena u heksagram. Ime je dobila po kralju Davidu. U starom vijeku ovaj se simbol pronalazi kod različitih naroda, u židovstvu tek u 7. st. na jednom hebrejskom pečatu koji je bio nađen u Sidonu. Od 18. st. postaje opći židovski vjerski simbol. Na prvom cionističkom kongresu u Baselu 1897. godine proglašena je židovskim nacionalnim simbolom, a od 1948. nalazi se na zastavi države Izrael.

## Simbolizam
Simbol isprepletenih trokuta je u davna vremena bio čest na srednjem istoku i Sjevernoj Africi i mislilo se da donosi sreću. Vjeruje se da štiti od od nesreće i štetnih utjecaja u svakoj životnoj situaciji. On obećava bogatstvo, zdravlje, sreću i dobro raspoloženje i daje blagoslov svemu što se želi i radi.
Povezuje se s brojem sedam- šest krakova i sredina- koji ima religiozno značenje, npr. šest dana stvaranja svijeta plus sedmi dan odmor. Također simbolizira Božju vladavinu cijelim svemirom u svih šest smjerova: Sjever, Jug, Istok, Zapad, gore i dolje.
Trokuti koji su u simbolu predstavljaju nerazdvojni židovski narod. Neki drugi pak kažu da tri strane predstavljaju tri vrste Židova: Kohanime (svećenstvo - potomci od Arona), Levite i Izraelce. Iako su te teorije zanimljive temelje se na jako malo povijesnih dokaza.
Daljnja tumačenja govore da sjedinjuje značenje svih sedam osobnih planeta astrologije. Saturn, Mars, Venera, Jupiter, Mjesec i Merkur smješteni su na šest vrhova krakova a Sunce pritom čini centar. Linije koje ih spajaju omogućavaju međusobnu igru različitih planetarnih sila.
U Kabali, dva trokuta predstavljaju dvojnost u čovjeku: dobro protiv zla, duhovno protiv tjelesnog i sl. Dva trokuta mogu također prikazivati povezanost čovjeka s Bogom. Trokut okrenut prema gore predstavlja dobra djela koja idu prema nebu i aktiviraju dobrotu koja se vraća nazad na zemlju, simbolizirano trokutom okrenutim prema dolje.

## Povijest
Heksagram nalazimo u religijama svih naroda pa je on jedan od najraširenijih simbola na zemlji. Najviše je zastupljen medu židovima i pripadnicima islama i kršćanstva. Ali ima ga i u indijskom hinduizmu, kineskom budizmu kao i u Japanu. 
Kralj Salomon je za života heksagram ugravirao u jedan svoj prsten pečatnjak i stalno ga nosio kao simbol svoje moći. 
U starom vijeku nalazi se ovaj simbol kod različitih naroda, ali u židovstvu tek u 7 st. na jednom hebrejskom pečatu koji je nađen u Sidonu. On je toliko rijedak u ranoj židovskoj literaturi i umjetnosti da čak trgovci starinama sumnjaju u originalnost nekog djela ako ono opisuje i navodi Davidovu zvijezdu.
Međutim Davidov simbol je nedavno nađen na židovskom groblju u južnoj Italiji koji bi mogao datirati iz trećeg stoljeća.
Neki znanstvenici su tvrdili da je Davidova zvijezda preuzeta iz Staroegipatskih vjerovanja, ali su takve tvrdnje odbačene jer su Egipćani koristli u svojim ritualima pentagram. Najranija literatura koja spominje Davidovu zvijezdu je Eshkol Ha-Kofer od Judaha Hadassija napisana sredinom 12 stoljeća. Prvi Hebrejski molitvenik, objavljen u Pragu 1512. godine, ja na koricama imao veliku Davidovu zvijezdu.
U srednjem vijeku Židovi su morali nositi bedževe kako bi bili prepoznatljivi, no ti bedževi nisu često nalikovali Davidovoj zvijezdi. Ona je također i simbol Holokausta, kada su nacisti tjerali Židove da nose prepoznatljive žute zvijezde. 
U 17. su stoljeću na sinagoge stavljali Davidovu zvijezdu da identificira mjesto slavljenja Boga upravo kao što je i križ označavao kršćanske kuće. Neke grupe Ortodoksnih Židova odbijaju prihvatiti Davidovu zvijezdu kao svoj simbol jer se ona povezuje s magijom i okultnim.
Davidova zvijezda je popularnost zadobila kao simbol Judaizma tek kada je usvojena kao grb Cionističkog pokreta (pokreta koji je poticao da se svi Židovi vrate u svoju državu) 1897. godine. Kada je osnovana suvremena država Izrael bilo je mnogo rasprava o tome da li bi se taj simbol trebao staviti na nacionalnu zastavu, a od 1948. nalazi se na zastavi.

## Vanjske poveznice
http://www.aish.com/literacy/concepts/Star_of_David.asp  Arhivirana inačica izvorne stranice od 8. ožujka 2009. (Wayback Machine) (engl.)
https://web.archive.org/web/20071020104206/http://www.jewishvirtuallibrary.org/jsource/Judaism/star.html (engl.)